# Good Life Recordings
Good Life Recordings é uma gravadora fundada em 1996 por Edward Verhaegh que também foi vocalista do Nations On Fire. A gravadora é especializada em bandas de hardcore.